# Resolutie 2078 Veiligheidsraad Verenigde Naties
Resolutie 2078 van de Veiligheidsraad van de Verenigde Naties werd unaniem door de VN-Veiligheidsraad aangenomen op 28 november 2012. De Veiligheidsraad verlengde het wapenembargo, de sancties en de groep van experts die erop toezag met betrekking op de Democratische Republiek Congo tot begin februari 2014.

## Achtergrond
In 1994 braken in de Democratische Republiek Congo etnische onlusten uit die onder meer werden veroorzaakt door de vluchtelingenstroom uit de buurlanden Rwanda en Burundi. In 1997 beëindigden rebellen de lange dictatuur van Mobutu en werd Kabila de nieuwe president. In 1998 escaleerde de burgeroorlog toen andere rebellen Kabila probeerden te verjagen. Zij zagen zich gesteund door Rwanda en Oeganda. Toen hij in 2001 omkwam bij een mislukte staatsgreep werd hij opgevolgd door zijn zoon. Onder buitenlandse druk werd afgesproken verkiezingen te houden die plaatsvonden in 2006 en gewonnen werden door Kabila. Intussen zijn nog steeds rebellen actief in het oosten van Congo en blijft de situatie er gespannen.
In 2003 werd een wapenembargo opgelegd tegen alle gewapende groepen die geen deel uitmaakten van de overheid. Ook werden reisbeperkingen en financiële sancties getroffen tegen diegenen die dit embargo schonden. Daarop werd toegezien door een groep van experts. In 2012 verergerde de crisis in Oost-Congo opnieuw door een nieuwe rebellenbeweging, M23, die in de regio actief werd.

## Inhoud

### Waarnemingen
De Congolese overheid was zelf verantwoordelijk voor de veiligheid op haar grondgebied en de bescherming van haar bevolking. De veiligheid en humanitaire situatie in het oosten van het land gingen echter snel achteruit door de militaire activiteiten van de M23-beweging. Elke steun van buitenaf aan deze groepering werd nog eens sterk veroordeeld. Ook de illegale wapenhandel — in strijd met het wapenembargo — werd opnieuw veroordeeld.

### Handelingen
Het middels resolutie 1807 (2008) opgelegde sancties werden verlengd tot 1 februari 2014. De maatregelen waren van toepassing op leiders van groeperingen die de ontwapening of hulpverlening hinderden of de mensenrechten schonden, zij die deze groeperingen steunden middels de handel in illegale gedolven grondstoffen en zij die meewerken aan aanvallen op MONUSCO-vredeshandhavers. Ook de groep van experts die toezag op de naleving van de sancties werd tot 1 februari 2014 verlengd.
De aanvallen van M23 op de bevolking, vredestroepen en hulpverleners en de mensenrechtenschendingen daarbij werden nog eens sterk veroordeeld. Men eiste dat M23 en andere groeperingen, waaronder de Democratische Krachten voor de Bevrijding van Rwanda, het Verzetsleger van de Heer, Mai Mai, de Nationale Bevrijdingskrachten en de Geallieerde Democratische Krachten, het geweld stopten, alle kindsoldaten vrijlieten en de wapens neerlegden. Men was ook bezorgd om de steun van buitenaf die M23 kreeg, en was bereid tot gerichte maatregelen tegen de leiders van de beweging en diegenen die hen steunden.
Voorts werd de Congolese overheid aangespoord haar wapenopslagplaatsen beter te beveiligen en beheren, met internationale hulp waar nodig, en de eigen wapens te markeren. Men was al bezig richtlijnen van de groep van experts op te leggen aan de grondstoffenindustrie. De buurlanden werden aangespoord deze richtlijnen over te nemen teneinde de financiering van gewapende groeperingen en misdaadnetwerken (die aan illegale mijnbouw deden) af te snijden.

## Verwante resoluties
- Resolutie 2053 Veiligheidsraad Verenigde Naties
- Resolutie 2076 Veiligheidsraad Verenigde Naties
- Resolutie 2098 Veiligheidsraad Verenigde Naties (2013)
- Resolutie 2136 Veiligheidsraad Verenigde Naties (2014)

Lijst ·  2033 ·  2034 ·  2035 ·  2036 ·  2037 ·  2038 ·  2039 ·  2040 ·  2041 ·  2042 ·  2043 ·  2044 ·  2045 ·  2046 ·  2047 ·  2048 ·  2049 ·  2050 ·  2051 ·  2052 ·  2053 ·  2054 ·  2055 ·  2056 ·  2057 ·  2058 ·  2059 ·  2060 ·  2061 ·  2062 ·  2063 ·  2064 ·  2065 ·  2066 ·  2067 ·  2068 ·  2069 ·  2070 ·  2071 ·  2072 ·  2073 ·  2074 ·  2075 ·  2076 ·  2077 ·  2078 ·  2079 ·  2080 ·  2081 ·  2082 ·  2083 ·  2084 ·  2085